# Ёль (Усть-Вымский район)
 Ёль — деревня в Усть-Вымском районе Республики Коми в составе сельского поселения  Гам. 

## География
Расположена на правобережье Вычегды на расстоянии примерно 15 км по прямой от районного центра села Айкино на юго-запад.  

## История
Известна с 1918 года как деревня Ёльская с 125 жителями. В 1926 году здесь (уже Ёль) было дворов 25 и жителей 122, в 1970 50 жителей, в 1989 10 (коми), в 1995 – 7 жителей (6 хозяйств).

## Население
Постоянное население  составляло 9 человек (коми 89%) в 2002 году, 8 в 2010 .